# Svalan, katten, rosen, döden
Svalan, katten, rosen, döden är en roman av Håkan Nesser. Den filmatiserades 2005 av regissören Daniel Lind Lagerlöf.